# Annie Lobert
Annie Lobert (Mineápolis, Minnesota; 26 de septiembre de 1967) es una ex prostituta estadounidense, que se convirtió en directora de la organización evangélica Hookers for Jesus. En 2010, produjo y protagonizó un documental de tres partes sobre la organización, Hookers: Saved on the Strip, que se transmitió a nivel nacional en la cadena por cable Investigation Discovery.

## Primeros años
Nació en septiembre de 1967 en Mineápolis, la ciudad más poblada del estado de Minnesota, hija de Chet y Joanne (de soltera, Osgar) Lobert. Es la segunda de cuatro hermanos. Tiene una hermana, Diana, y dos hermanos, Chuck y Bill. Diana murió de síndrome de Marfan en 1995. Asistió a Amery High School en Amery (Wisconsin), graduándose en el instituto Frederic High School de Frederic (Wisconsin), en 1986.
A los 18 años, comenzó en la prostitución en Minneapolis, Hawaii y Las Vegas, durante 16 años. Dejó la industria del sexo con el apoyo de Al Nakata, uno de sus clientes habituales que llegó a enamorarse de ella. Después de dejar la prostitución, Nakata la entrenó en estimaciones y revisiones de servicios para trabajar con él en su empresa de diseño y carrocería de la serie Super GT.

## Carrera

### Fundación deHookers for Jesus
En 2005 fundó la asociación Hookers for Jesus, una organización cristiana internacional y sin ánimo de lucro basada en la fe que se ocupa de la prostitución, el tráfico sexual y la violencia y explotación sexual vinculadas a la pornografía y la industria del sexo.
En 2007, Hookers for Jesus estableció un programa de casas seguras en el área de Las Vegas con uno de los hogares de pasantes de The Church at South Las Vegas. El programa, titulado "Destiny House", era un refugio seguro para las víctimas del tráfico sexual y servía principalmente a prostitutas y trabajadores del comercio sexual locales.
En 2008, colaboró con Heather Veitch de JC's Girls en la AVN Adult Entertainment Expo en Las Vegas.

### Apariciones públicas y en los medios

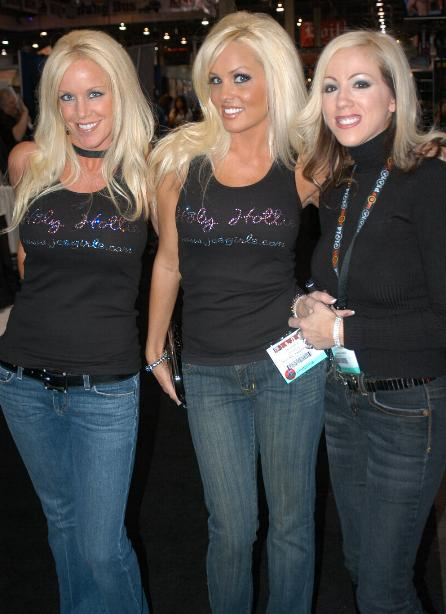
Lori Albee, Heather Veitch y Annie Lobert en la AVN Expo de 2007.

En 2006, Lobert comenzó a trabajar en un proyecto mediático en colaboración con Heather Veitch de JCs Girls, titulado "Saving Sex City". Sin embargo, el proyecto duró poco, cesando en noviembre de 2008. En marzo de 2009, Lobert participó en un debate informal televisado a nivel nacional presentado por ABC News Nightline que planteó la pregunta: "¿Existe Satanás?". Otros participantes en el debate fueron Carlton Pearson, Deepak Chopra y el pastor Mark Driscoll, de Mars Hill Church de Seattle, donde se llevó a cabo el debate. El debate fue la tercera entrega de la serie "Face-Off" presentada por Nightline, después de "¿Existe Dios?" y "¿América, adicta a la pornografía?".
Lobert ha hablado en iglesias y dado conferencias regionales a lo largo y ancho de todo Estados Unidos, así como aparecido en entrevistas y reportajes televisivos y en revistas. Sus temas generalmente han incluido una presentación de su testimonio y experiencias como víctima de tráfico sexual, mientras comparte una descripción general de los efectos dañinos primarios y secundarios de involucrarse en la industria del sexo.
Desde 2010 llegó a estar involucrada en la programación y producción de los conciertos de MTV EXIT, así como en la organización de eventos como The Whosoevers, asociación en línea creada por el guitarrista Brian Welch. Durante estos eventos, ella llegaba a compartir su testimonio e historia para dar a conocer sus experiencias. El nombre de la organización, traducido al español con el nombre de "Quienquiera que sea" (referente a la cita de Juan 3:16), el propósito del grupo era "impactar a aquellos cuyo dolor los ha llevado previamente a comportamientos adictivos o autodestructivos".
En 2010, aprovechando el estreno del documental sobre su organización, The Whosoevers, Lobert estuvo de gira por los principales programas de noticias y programas de entrevistas patrocinando dicho lanzamiento por la cadena Investigation Discovery, incluyendo The Today Show de la NBC con Meredith Vieira, y en Joy Behar: Say Anything!, de HLN.

## Vida personal
El 5 de junio de 2009, Lobert se casó con Oz Fox, guitarrista de la banda de metal cristiano Stryper. La ceremonia, que tuvo lugar en The Church en South Las Vegas, fue transmitida en vivo por Internet.